# 9015 Coe
9015 Coe este o planetă minoră (asteroid), cu un diametru de 16,53 km, din centura de asteroizi. A fost descoperită pe 14 noiembrie 1985 la Brorfelde-observatoriet⁠(d) de Poul Jensen⁠(d) și a fost numită după Malcolm Coe⁠(d). 
Obiectul prezintă o orbită caracterizată de o semiaxă mare de 2,7964869 UAi, o excentricitate de 0,12, o înclinație de 7,11775 ° în raport cu ecliptica.